# Slope rating
De Slope Rating is een term uit de golfsport. De (SR) van een golfbaan is een getal dat, in combinatie met de Course Rating en Par van de baan, de relatieve moeilijkheidsgraad van een baan aangeeft voor een Bogey speler.
Een golfbaan kan een SR hebben tussen de 55 en 155. De standaard relatieve moeilijkheidsgraad voor een Bogey speler is een SR van 113 (ten opzichte van de moeilijkheidsgraad voor een golfer met handicap 0).
Als de SR hoger is dan 113, dan is de baan moeilijker. De SR wordt onder andere bepaald door de lengte van de baan, de breedte en snelheid van de fairways, de windgevoeligheid en zelfs de snelheid van de greens.

## Doel
- De handicap maakt het mogelijk dat spelers van verschillende niveaus tegen elkaar kunnen spelen, zonder dat het tevoren vaststaat dat de betere speler zal winnen. Door het gebruik van de SR en course rating (CR) is die verhouding aangescherpt.
- De bedoeling van de SR en de CR is dat mensen, die op andere banen spelen, daar een aangepaste handicap krijgen. Vroeger gingen ambitieuze spelers naar een gemakkelijke baan om hun handicap te verlagen. Dit kon belangrijk zijn om aan bepaalde evenementen mee te mogen doen.

## Trivia
- In Nederland hebben medio 2009 drie 18 holesbanen een SR van meer dan 140 voor heren: Golfclub Anderstein 145, Golfclub De Brugse Vaart 142 en Golfsociëteit De Lage Vuursche 141. Golfclub Zwolle heeft met 143 de hoogste SR voor dames.
- Er zijn wereldwijd verscheidene banen met een SR van 155, bvb de Kiowah Island Ocean Course en de Ko'olau golf course.